# (200037) 2007 RW105
(200037) 2007 RW105 es un asteroide que forma parte de los asteroides troyanos de Júpiter, descubierto el 11 de septiembre de 2007 por el equipo del Catalina Sky Survey desde el Catalina Sky Survey, Arizona, Estados Unidos.

## Designación y nombre
Designado provisionalmente como 2007 RW105.

## Características orbitales
2007 RW105 está situado a una distancia media del Sol de 5,225 ua, pudiendo alejarse hasta 5,582 ua y acercarse hasta 4,867 ua. Su excentricidad es 0,068 y la inclinación orbital 4,414 grados. Emplea 4362,45 días en completar una órbita alrededor del Sol.

## Características físicas
La magnitud absoluta de 2007 RW105 es 13,1. Tiene 12307 km de diámetro y su albedo se estima en 0,081.